# 대신초등학교 (경기)
대신초등학교는 대한민국 경기도 여주시 대신면 율촌리에 있는 공립 초등학교이다.

## 학교 연혁
- 1926년 8월 2일 설립인가
- 1927년 4월 15일 대신공립보통학교(4년제) 개교
- 1938년 4월 1일 대신공립심상소학교로 개칭[1]
- 1941년 4월 1일 대신공립국민학교(6년제)로 개칭[2]
- 1981년 3월 10일 병설유치원 설립
- 1996년 3월 1일 대신초등학교로 개칭[3]
- 2018년 3월 1일 제22대 강석환 교장 취임
- 2022년 3월 1일 제23대 윤석길 교장 취임
- 2025년 1월 7일 제94회 졸업식 졸업생 15명(누계 7741명)

## 학교 상징
- 교화 - 개나리 : 희생, 봉사, 슬기
- 교목 - 은행나무 : 적응, 영원, 인내

## 참고 자료
- 대신초등학교 - 한국교육학술정보원 학교알리미